# Euxoa adriatica
Euxoa adriatica là một loài bướm đêm trong họ Noctuidae.